# Canayre (distrito)
Canayre é um distrito do peru, departamento de Ayacucho, localizada na província de Huanta.

## Transporte
O distrito de Canayre é servido pela seguinte rodovia:
- PE-28H, que liga a cidade de Pangoa  (Região de Junín)  ao distrito de Ayna (Região de Ayacucho)
- AY-100, que liga a cidade ao distrito de Luricocha[1][2][3]